# Laia Abril
Laia Abril (Barcelona, 1986) és una fotògrafa, escriptora i artista multimèdia, amb una obra que documenta qüestions socials i culturals d'arreu del món, i especialment les relacionades amb la sexualitat, el cos, la psicologia i els drets de les dones, i amb les que comporten discriminació o sofriment.
És professora a la Universitat d’Art i Disseny de Lucerna.

## Biografia
Abril va néixer a Barcelona el 1986, on al 2008 es va llicenciar en periodisme a la Facultat de Comunicació i Relacions Internacionals Blanquerna-URL. Es va traslladar a Nova York per estudiar fotografia al Centre Internacional de Fotografia. El 2009 es va matricular al centre de recerca Fabrica, residència artística de Benetton a Itàlia, on va treballar com a fotògrafa i consultora fotogràfica a la revista Colors durant quatre anys.
Des de l'abril del 2010 ha estat treballant en projectes que exploren el tema dels trastorns alimentaris i ha realitzat treballs com el curt «A Bad Day», el qual tracta sobre una noia jove que lluita contra la bulímia; Thinspiration, la qual explora l'ús de la fotografia en llocs web que promouen l'anorèxia nerviosa, i The Epilogue (2014), que documenta les víctimes indirectes dels trastorns alimentaris, a través de la història de la família Robinson i les conseqüències de la mort de Cammy Robinson a causa de la bulímia.
El crític Sean O'Hagan va escriure a The Guardian sobre The Epilogue que "és un llibre ombrívol i emotiu... dens i gratificant... A vegades, la seva lectura és dolorosa, per aquest motiu a vegades l'he de deixar per prendre un respir. Però sempre hi acabo tornant". The Epilogue va ser seleccionat per a la categoria de Primer PhotoBook de la Paris Photo-Aperture Foundation PhotoBook Awards el 2014.
Els seus altres projectes inclouen Femme Love, basat en una comunitat lesbiana jove a Brooklyn; Last Cabaret, basat en un club de sexe a Barcelona, i The Asexuals Projecte, una pel·lícula documental sobre la asexualitat.
Ha exposat un dels seus grans projectes, «A History of Misogyny» (Història de la misogínia), en més de quinze països. Trobem les seves fotografies en col·leccions internacionals com les del Centre Pompidou i el Fons Regional d'Art Contemporani de França (FRAC), el Museu de l'Elysée o el Fotomuseum Winterthur -aquests a Suïssa-, el Victoria & Albert Museum de Londres o el Museu Nacional d'Art de Catalunya.

## Reconeixements
Ha guanyat el Premi de la Photo Madame Figaro 2016 d'Arles, el premi FOAM Paul Huf 2020 a Amsterdam, la medalla Hood 2022 a Londres i el premi Shpilman 2023.
Al 2023 ha estat guardonada pel Ministeri de Cultura i Esport espanyol amb el Premi Nacional de Fotografia 2023, que reconeix la seva recerca artística.

## Publicacions
- Thinspiration. Self-published zine, 2012.[11]
- L'Epíleg. Stockport: Dewi Lewis, 2014. Dissenyat en col·laboració amb el director d'art Ramon Pez.[12]
- Tediousphilia. Lausana: Musée de l'Élysée, 2014. Dissenyat en col·laboració amb el director d'art Ramon Pez.[13]
- Laia Abril. PHotoBolsillo. Madrid: La Fabrica, 2016.[n 1][14]
- Lobismuller. Ciutat de Mèxic; Barcelona: RM d'Editorial, 2016. Amb un text d'Abril dissenyat en col·laboració amb el director d'art Ramon Pez.[15]
- A History of Misogyny, Chapter One: On Abortion (Dewi Lewis, 2018).[4]
- On Rape (Dewi Lewis, 2022).[4]

### Publicacions amb altres
- Fenómeno Fotolibro Ciutat de Mèxic.[16]
- El Correu-condició fotogràfica per Joan Fontcuberta. Montreal: Mois de la Foto, 2015.
- Sota 35 Madrid: Ivorypress, 2015.[17]
- Diccionario de Fotógrafos Españoles. Madrid: La Fabrica, 2014.
- Des d'aquí Damunt. Madrid: RM, 2013. Catàleg d'exposició per Des d'aquí Damunt, Centre d'Art Santa Mònica, Barcelona, curador Joan Fontcuberta, Erik Kessels, Martin Parr, Joachim Schmid i Clément Chéroux.[n 2][18]
- El Afronauts per Cristina de Middel. Self-Va publicar 2012. Direcció creativa i editant en col·laboració amb Ramon Pez.[19]

## Exposicions col·lectives o exposicions durant festivals
Aquesta és una selecció d'algunes de les exposicions en les quals ha participat:
- Damunt Identitat, Galeria Sous Les Etoiles, Nova York, 10 setembre 2014 – 25 octubre 2014. Amb Jen Davis, Olya Ivanova, Lindsay Morris i Chris Rijksen.[20]
- Fotografia 2.0, PHotoEspaña, Madrid, juny 2014. Comissariada per Joan Fontcuberta. Amb Diego Collado, Pablo Chacón, Manuel Fernández, Miguel Ángel García, Alejandro Guijarro, Albert Gusi, Juana Fantasma, Roc Herms, Darius Koehli, Reinaldo Loureiro, Daniel Mayrit, Oscar Monzón, Noelia Pérez, Jordi Pou, Arturo Rodríguez, Txema Salvans, Miguel Ángel Tornero, Jon Uriarte i Fosi Vegue.[21]
- Una Història de Misogínia, Capítol Un: Damunt Avortament, Rencontres d'Arles, Arles, França, 2016.[22]

## Premis
- 2023: Premi Nacional de Fotografia d'Espanya[23]
- 2017: Premi Visionary Tim Hetherington del Tim Hetherington Trust, per A History Of Misogyny, chapter two: On Hysteria[24]
- 2017: Premi Catchlight, per A History Of Misogyny, chapter two: On Hysteria.[25]
- 2016: Premi Madame Figaro per l'exposició a Arles A History Of Misogyny, chapter one: On Abortion.[26]
- 2015: Premi Imatges Festival Book per Lobismuller.[27]
- 2014: Premi Paris Photo-Aperture Book per The Epilogue.[28]

## Col·lecció pública
- Fotomuseum Winterthur, Winterthur, Suïssa.[29]